# Tra due mondi (film 2021)
Tra due mondi (Ouistreham) è un film del 2021 diretto da Emmanuel Carrère.

## Trama
Liberamente tratto dal libro-inchiesta di Florence Aubenas Le Quai de Ouistreham, è interpretato da Juliette Binoche e un cast corale di attori non professionisti e si tratta del ritorno al cinema di Carrère a 16 anni da L'amore sospetto (2005). Marianne Winckler è una nota scrittrice che decide di iniziare a lavorare a un romanzo, che tratti il lavoro precario nella società francese. Per documentarsi sull'argomento, la donna decide di vivere lei stessa questa realtà e inizia a lavorare come "infiltrata" per alcuni mesi, come addetta alle pulizie sui traghetti che solcano la Manica.

## Distribuzione
Il film è stato presentato in anteprima alla Quinzaine des Réalisateurs del 74º Festival di Cannes il 7 luglio 2021, venendo poi distribuito in Francia dal 12 gennaio 2022. In Italia, è stato distribuito dalla Teodora Film a partire dal 7 aprile 2022.

## Riconoscimenti
- 2021 - Festival di San Sebastián
  - Miglior film europeo
  - Candidatura al miglior regista a Emmanuel Carrère
- 2021 - Lisbon & Estoril Film Festival
  - Candidatura al miglior film